# Fernando Espinosa
Fernando Espinosa Barrera (ur. 9 maja 1983 w mieście Meksyk) – meksykański piłkarz występujący na pozycji defensywnego pomocnika, obecnie zawodnik Pumas UNAM.

## Kariera klubowa
Espinosa, opisywany jako silny i dobrze grający głową, lecz przy tym dysponujący dobrą techniką zawodnik, pochodzi ze stołecznego miasta Meksyk i jest wychowankiem akademii juniorskiej tamtejszego klubu Pumas UNAM, do której zaczął uczęszczać na treningi jako czternastolatek. Do pierwszej drużyny został włączony w wieku dwudziestu jeden lat przez szkoleniowca Hugo Sáncheza i w meksykańskiej Primera División zadebiutował 11 września 2004 w wygranym 1:0 meczu z Tolucą. W tym samym sezonie, Apertura 2004, zdobył z Pumas tytuł mistrza Meksyku, a także wywalczył krajowy superpuchar – Campeón de Campeones. W 2005 roku zajął natomiast drugie miejsce w superpucharze, a także dotarł do finału zarówno najbardziej prestiżowych rozgrywek północnoamerykańskiego kontynentu – Pucharu Mistrzów CONCACAF, jak i turnieju Copa Sudamericana. Sam miał jednak niewielki wkład w te sukcesy, pełniąc niemal wyłącznie rolę rezerwowego. Podstawowym piłkarzem Pumas został dopiero podczas jesiennych rozgrywek Apertura 2007, kiedy to wraz ze swoim zespołem wywalczył wicemistrzostwo kraju. Mimo to już po upływie kilku miesięcy ponownie stracił pewne miejsce w wyjściowym składzie.
Premierowego gola w najwyższej klasie rozgrywkowej Espinosa strzelił 10 sierpnia 2008 w wygranej 2:1 konfrontacji z Tolucą. W wiosennym sezonie Clausura 2009 osiągnął z Pumas już trzecie w swojej karierze mistrzostwo Meksyku, lecz pozostawał wówczas głębokim rezerwowym ekipy prowadzonej wówczas przez Ricardo Ferrettiego. Czwarty tytuł mistrzowski zdobył natomiast dwa lata później, w sezonie Clausura 2011, wciąż pełniąc przeważnie rolę alternatywy dla graczy takich jak Israel Castro czy David Cabrera.
| Sezon     | Klub       | Kraj   | Rozgrywki | Mecze | Bramki |
| --------- | ---------- | ------ | --------- | ----- | ------ |
| 2004/2005 | Pumas UNAM | Meksyk | Liga MX   | 16    | 0      |
| 2005/2006 | Pumas UNAM | Meksyk | Liga MX   | 6     | 0      |
| 2006/2007 | Pumas UNAM | Meksyk | Liga MX   | 18    | 0      |
| 2007/2008 | Pumas UNAM | Meksyk | Liga MX   | 38    | 0      |
| 2008/2009 | Pumas UNAM | Meksyk | Liga MX   | 8     | 1      |
| 2009/2010 | Pumas UNAM | Meksyk | Liga MX   | 13    | 0      |
| 2010/2011 | Pumas UNAM | Meksyk | Liga MX   | 19    | 1      |
| 2011/2012 | Pumas UNAM | Meksyk | Liga MX   | 28    | 0      |
| 2012/2013 | Pumas UNAM | Meksyk | Liga MX   | 16    | 0      |
| 2013/2014 | Pumas UNAM | Meksyk | Liga MX   |       |        |